# 阿斯塔
阿斯塔（Ashtar），又名阿斯塔·謝蘭（Ashtar Sheran），是一名尚未確認真實或虛構的地外文明人物，常見於與外星生命、新紀元運動相關的網路訊息。新時代運動者稱他現任職位是「銀河聯邦宇宙大艦隊指揮官」（Supreme Commander of the Galactic Federation fleet），外型像白種人，時常透過網路發表演講，指導地球人如何提升心靈與注意「事件」的發生 。